# خانه‌خراب (مجموعه تلویزیونی)
خانه‌خراب (انگلیسی: HouseBroken) یک مجموعه پویانمایی کمدی موقعیت آمریکایی است که توسط جنیفر کریتندن، کلیا دووال و گابریل آلن ساخته شده و از ۳۱ مه ۲۰۲۱ تا ۶ اوت ۲۰۲۳ از شبکه فاکس پخش شد. در اوت ۲۰۲۱، این مجموعه برای فصل دوم تمدید شد که در ۴ دسامبر ۲۰۲۲ پخش آن آغاز شد. در مه ۲۰۲۴، این مجموعه پس از دو فصل به دلیل پایین بودن میزان بینندگان لغو شد.

## قسمت‌ها
| فصل | قسمت‌ها | قسمت‌ها | تاریخ اصلی روی آنتن رفتن | تاریخ اصلی روی آنتن رفتن |
| فصل | قسمت‌ها | قسمت‌ها | اولین بار                | آخرین بار                |
| --- | ------ | ------ | ------------------------ | ------------------------ |
| ۱   | ۱۱     | ۱۱     | ۳۱ مه ۲۰۲۱               | ۳۰ اوت ۲۰۲۱              |
| ۲   | ۱۹     | ۱۹     | ۴ دسامبر ۲۰۲۲            | ۶ اوت ۲۰۲۳               |